# Bob Skelton
Bob Skelton, född 25 juni 1903 i Wilmette, död 25 juni 1977 i Houston, var en amerikansk simmare.
Skelton blev olympisk mästare på 200 meter bröstsim vid sommarspelen 1924 i Paris.